# Теляковский, Владимир Аркадьевич
Владимир Аркадьевич Теляковский (26 января [7 февраля] 1860, Санкт-Петербург — 28 октября 1924, Ленинград, СССР) — русский театральный деятель, администратор, мемуарист. Последний директор Императорских театров (1901—1917).

## Биография
Родился в семье А. З. Теляковского (1806—1891), военного инженера, известного теоретика фортификации, автора первого русского учебника по фортификации. В детстве брал уроки игры на фортепиано у И. О. Рыбасова и И. А. Помазанского и теории музыки — у А. К. Лядова.
Окончил Пажеский корпус (1879), Николаевскую академию Генерального штаба (1888). С 1879 по 1898 год служил в лейб-гвардии Конном полку, ко времени перехода в сферу управления театрами дослужился до чина полковника (1897).
Со 2 мая 1898 года — управляющий Московской конторой Дирекции императорских театров, в его ведении находились Большой, Малый и Новый театры. Со 2 июля 1901 года — исполняющий должность Управляющего Императорскими московскими театрами. С июня 1901 по 6 мая 1917 года — глава Дирекции Императорских театров, оставляет за собой непосредственное руководство московскими Императорскими театрами. Жил на углу Большой Дмитровки и Кузнецкого переулка, в здании конторы Императорских театров.

Назначение это было крайне неожиданно для всего театрального мира и вызвало немало разговоров. Обсуждалось в обществе как петербургском, где меня знали, так и в московском, где меня совсем не знали. Артисты обеих столиц, кроме некоторых оркестровых музыкантов Мариинского театра, с которыми я был хорошо знаком, меня совершенно не знали, тем более что я последние десять лет мало посещал общество и театры.
Что будет делать полковник, да ещё к тому же кавалерист (а этот сорт военных пользуется славой особенно легкомысленных людей), — была загадка!
Я и сам был немало смущён. Согласился скоро — уж очень хотелось поближе быть к искусству, — но, конечно, чувствовал, что особых прав на это не имею, а вывеска моя была, как я уже говорил, самого легкомысленного свойства.

По его приглашению Константин Коровин был привлечён к художественному оформлению императорских спектаклей. Коровин описывает его так: «ко мне приехал очень скромного вида человек, одетый в серую военную тужурку. Он был немножко похож лицом на простого русского солдата. В светло-серых глазах его я прочёл внимание и ум».
1 марта 1917 года был арестован вместе с сыном Всеволодом, по инициативе провинциального драматического артиста Вышневецкого. Освобождён по указанию Временного комитета Государственной думы.
В 1917—1918 годах Теляковский работает кассиром на железнодорожном вокзале, с 1918 года — финансовым инспектором Народного банка при Николаевской железной дороге. Параллельно Теляковский работает над мемуарами. В 1923 году отказывается от предложения занять должность заведующего организационно-хозяйственной частью петроградских академических театров.
15 декабря 1923 года приказом Наркомпроса Теляковскому назначается пожизненная пенсия. В марте 1924 года, незадолго до смерти Теляковского, выходит его книга «Воспоминания 1898—1917». Мемуары (во многом не изданные) и дневниковые записи Теляковского, обширные и подробные, представляют собой ценный исторический документ не только для исследователей театральной жизни.
Масон с дореволюционных времён. В 1922 году был избран Великим мастером ложи «Астрея». 

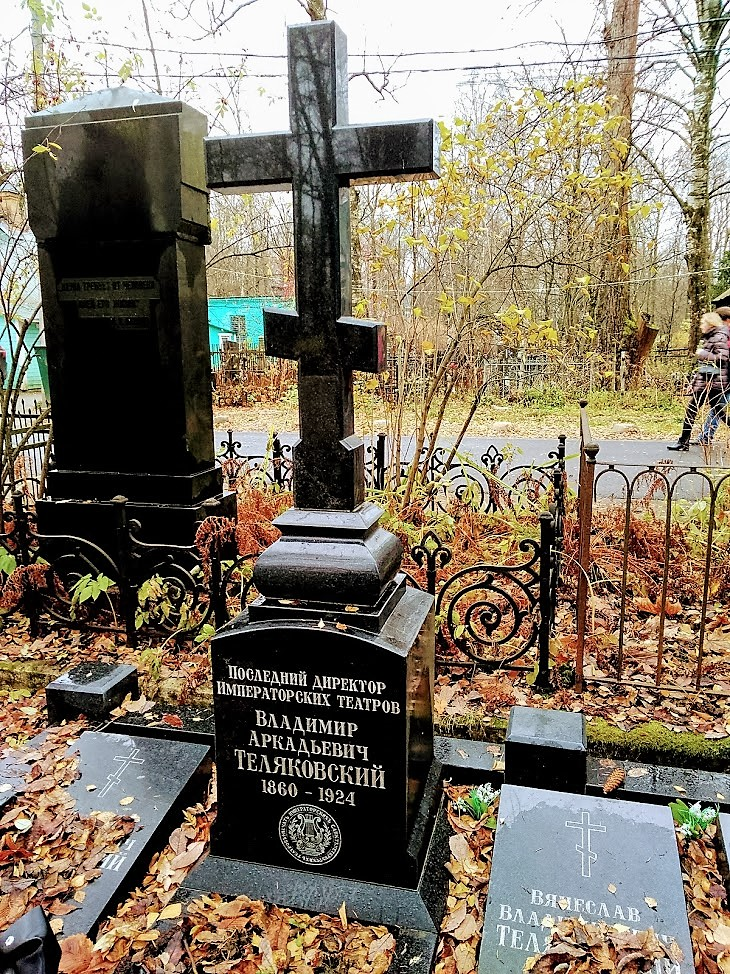
Могила В. А. Теляковского на Серафимовском кладбище

Умер 27 октября 1924 года в Ленинграде, похоронен рядом с женой на Серафимовском кладбище, 15-й участок (рядом с церковью), там же похоронены два сына Всеволод и Вячеслав.

## Личная жизнь
Жена (с 15.04.1890) — Гурли Логиновна Миллер (1850—1922), вдова барона Константина Константиновича Фелейзена (1843—1888) и мать троих сыновей (Константин (1873—?; в эмиграции в Константинополе, вернулся в СССР, репрессирован, умер в тюрьме), Сергей (1875—1936, Франция), Евгений (1878—1895, Санкт-Петербург).
По словам В. Ф. Джунковского, «много было толков, многие осуждали этот брак, так как жених был на 10 лет моложе своей невесты. Но последствия показали, что разница лет не отразилась на браке. Они прожили более 25 лет в полном счастье, душа в душу». Дети Гурли Логиновны от первого брака и от второго были дружны между собой, несмотря на значительную разницу в возрасте.
Гурли Логиновна прекрасно пела и рисовала, была поклонницей талантов К. А. Коровина и А. Я. Головина, дружила с ними. Принимала участие, создавая эскизы костюмов, в оперных и балетных постановках Большого театра.
Дети — Вячеслав (1891—1958), Всеволод и Ирина.

## Театральная деятельность

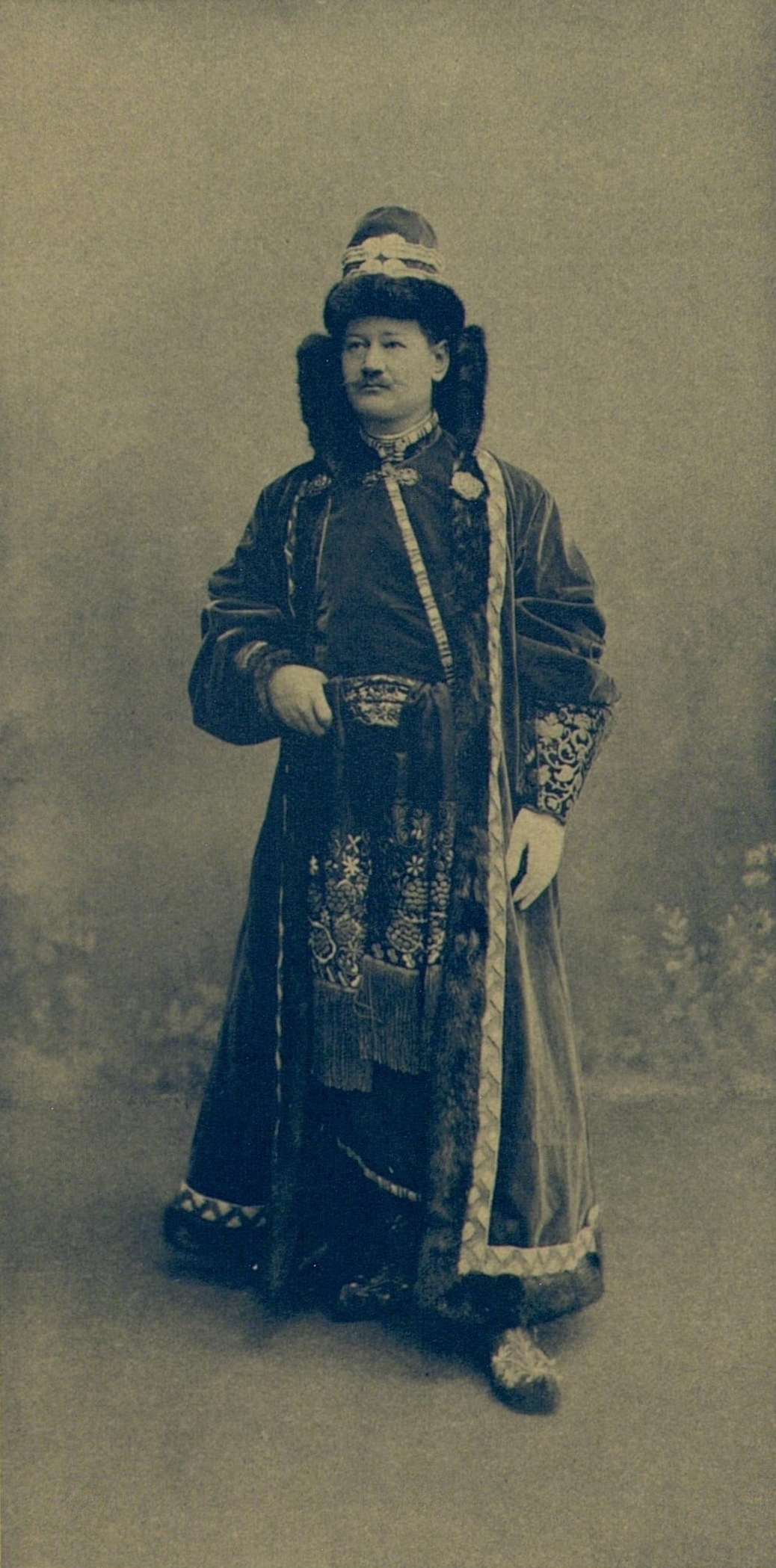
Теляковский на костюмированном балу

Теляковский продолжил и развил реформы сцены, которые были начаты его предшественником, князем С. М. Волконским, стремясь к совершенствованию репертуарной политики, повышению художественного уровня постановок, при этом показал себя способным администратором. С другой стороны, его вмешательство в художественный процесс оценивалось современниками и позднейшими исследователями неоднозначно.
В целом, некоторые авторы, отмечая отсутствие у Теляковского достаточного образования и эстетического кругозора, признают его не более чем «добросовестным исполнителем».
В деле формирования театральных коллективов Теляковский считал главным привлечение свежих художественных сил, «омоложение» театральных трупп, в связи с чем последовали упреки в том, что Теляковский разгоняет заслуженных артистов, мастеров.
Теляковский привлёк в свои театры из частных антреприз Ф. И. Шаляпина, Л. В. Собинова, других талантливых молодых артистов, поддержал балетмейстеров А. А. Горского, М. М. Фокина, однако при нём покинули театр хореографы Мариус Петипа и его помощник А. В. Ширяев, Э. Чекетти, А. Ф. Бекефи, оперные артисты Долина, Каменская, Фигнер, Яковлев, Морской и ряд других театральных деятелей.
Теляковский способствовал формированию института режиссуры на императорской сцене. В 1915 году Теляковский пригласил К. С. Станиславского проводить занятия с оперной молодежью Большого театра; отсюда возникла со временем оперная студия, руководимая Станиславским. При нём в театре создают свои постановки режиссёры А. А. Санин, В. Э. Мейерхольд, А. Н. Лаврентьев, А. Л. Загаров, Н. В. Петров и другие.
Теляковский считал необходимым реформировать декорационное искусство, исходя, в частности, из принципа независимости художника. В опере Теляковский привлёк к работе художников группы «Мир искусства» К. А. Коровина, А. Я. Головина, А. Н. Бенуа, Л. С. Бакста. В то же время, его попытки вмешательства в постановки Малого театра вызвали серьёзный конфликт и не увенчались успехом.